# 秋山実 (ギタリスト)

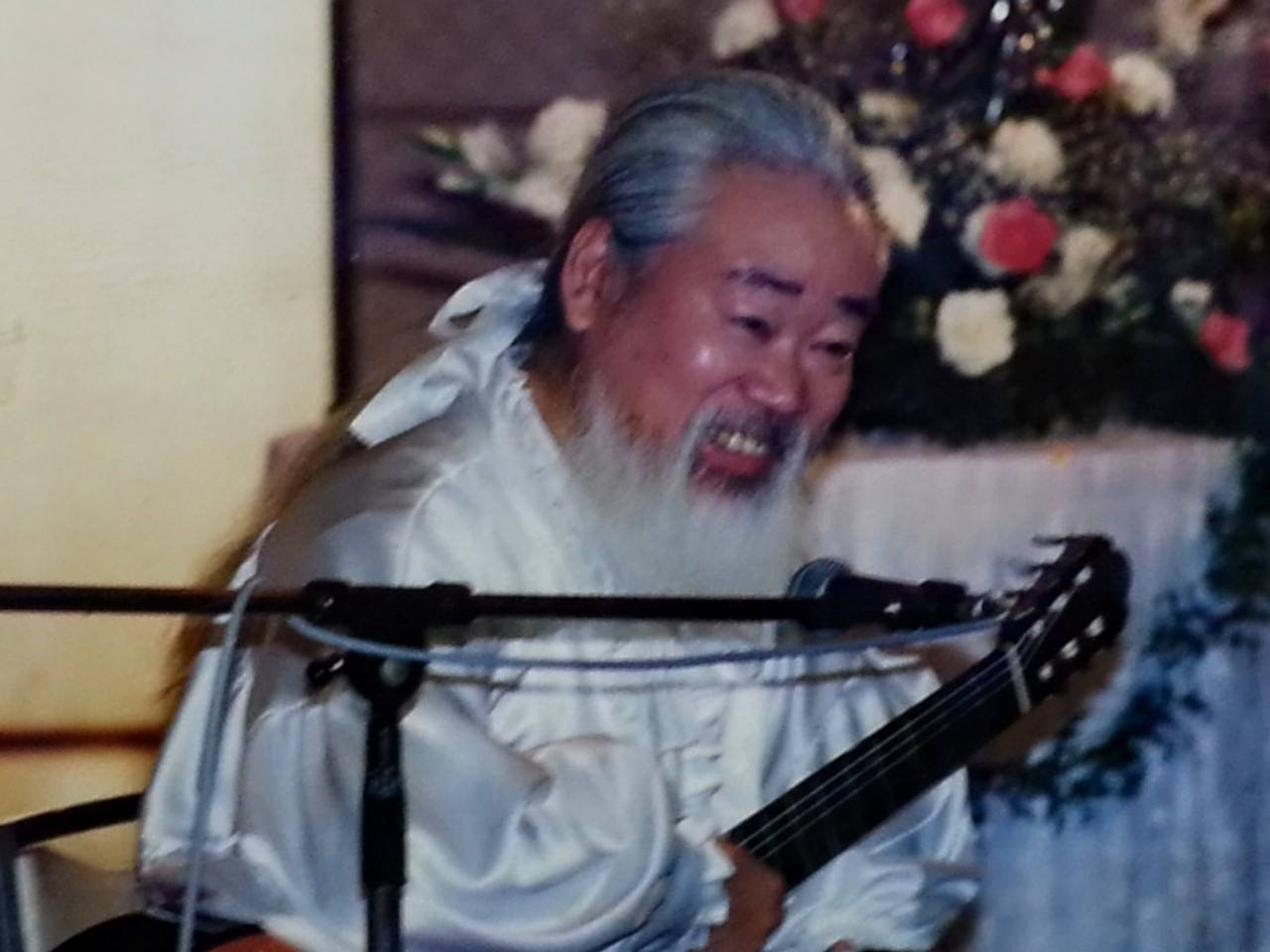
秋山実

秋山 実 （あきやま みのる、1936年3月30日 - 2000年8月18日）は、日本のギタリスト。岩手県花巻市出身。
昭和期の歌謡曲、演歌の伴奏者として、多くのレコード録音、音楽ステージ（テレビ、ライブ、コンサート等）に参加。
ギター全般、後年はアコースティック・ギターをメインに演奏した。

## 来歴
1963年、日本クラウンレコード設立時から1年間、同社の専属ギタリストを、その後、日本ビクターで専属ギタリストを務めたあと、フリーとなる。
1960年代、「NHK紅白歌合戦」のバックバンドを務めていたが、NHKにバックバンド団員の出演料が低額である事を抗議した次年から出演依頼が途絶える。1990年代に森進一、島倉千代子などのギター伴奏収録で演奏依頼再開。その他「ミュージックフェア」「演歌の花道」などの音楽番組でバックバンドに参加。
1965年 - 1970年、日本ビクターの企画により「ヴィンセント・ロドリゲス」「アンリ・ラモー」名義で2枚のソロLPレコード、この時期に人気のあった曲をアンサンブルにアレンジして演奏したLP『太陽がいっぱい』『カレッジポップス』をリリース。
1988年、晩年の美空ひばりが行った東京ドームの「不死鳥コンサート」以後の最後のコンサートツアーの伴奏者としてバックバンドに参加。
1990年、引退から歌手復帰した都はるみのCD『浮草ぐらし/ギターとはるみ』レコーディング、そしてバックバンド「閻魔堂」でコンサートツアーに参加。
1996年、60歳を迎えたことを機に第一線を退く。この頃、現場では「シーラカンス」と呼ばれていた。以後2000年に膵臓がんで病床に伏せるまでチャリティーコンサートや、ボランティアでのギター演奏を行った。

## 主な参加曲
- 星のフラメンコ（西郷輝彦）
- せんせい（森昌子）
- 花と蝶（森進一）
- 伊勢佐木町ブルース（青江三奈）
- 気まぐれブルース（青江三奈）
- 池袋の夜（青江三奈）
- 函館の女（北島三郎）
- 兄弟仁義（北島三郎）
- 裏町酒場（美空ひばり）
- おまえに惚れた（美空ひばり）
- しのぶ（美空ひばり）
- 哀愁出船（美空ひばり）
- 愛燦燦（美空ひばり）
- 鳳仙花（島倉千代子）
- さざんかの宿（大川栄策）
- 大阪しぐれ（都はるみ）
- 浪速恋しぐれ（都はるみ）
- 夫婦坂（都はるみ）
- ふたりの大阪（都はるみ）
- TVドラマ『人間の條件』(1962)テーマ曲